# Instituto de Educación Secundaria Alfonso X el Sabio
El Instituto de Educación Secundaria Alfonso X el Sabio es un centro educativo público ubicado en Murcia que imparte actualmente enseñanzas de Educación Secundaria Obligatoria (en modalidades ordinaria o bilingüe: bilingüe de francés, bilingüe de alemán y bilingüe de inglés), Bachillerato (matutino, vespertino, Internacional y Bachibac) y ciclos formativos de Formación Profesional. Fue fundado el 5 de octubre de 1837 bajo el nombre de Instituto Provincial de Segunda Enseñanza de Murcia, por lo que se considera el más antiguo de la Región de Murcia y el tercero más antiguo de los fundados en España, tras los de Mallorca y Guadalajara.

## Historia
Creado por Real Orden de 5 de octubre de 1837 con fondos procedentes de la desamortización de Mendizábal, el instituto comenzó su andadura en el edificio del Antiguo Colegio de Teólogos de San Isidoro, ubicado frente al río Segura en el centro de la ciudad de Murcia y del cual recibió un importante legado patrimonial.
Han sido muchas las denominaciones que ha recibido el centro a lo largo de su historia, tanto en su papel de instituto como en el de universidad: Instituto Provincial de Segunda Enseñanza de Murcia (desde 1837), Universidad Literaria de Murcia (1840-1841), de nuevo Instituto de Segunda Enseñanza de Murcia (1841-1869), Universidad Libre de Murcia (1869-1874), Instituto General y Técnico de Murcia, Instituto Nacional de Enseñanza Media Alfonso X el Sabio (hasta 1966), Instituto Nacional de Bachillerato Alfonso X el Sabio y, finalmente, Instituto de Educación Secundaria Alfonso X el Sabio.
Durante los 180 años de su existencia, el Instituto Alfonso X el Sabio ha desplegado una notable proyección social siendo un referente cultural de primer orden y pieza clave en la mejora de la estructura educativa murciana. En su origen no respondía al concepto que hoy se tiene de un centro de enseñanza media y lo que en él se enseñaba era algo implícito. Se le asignaron, incluso, diferentes propiedades procedentes de centros de enseñanza suprimidos (fincas urbanas y rústicas) situadas en los municipios de Murcia, Lorca, Molina de Segura, Torre-Pacheco y Águilas.

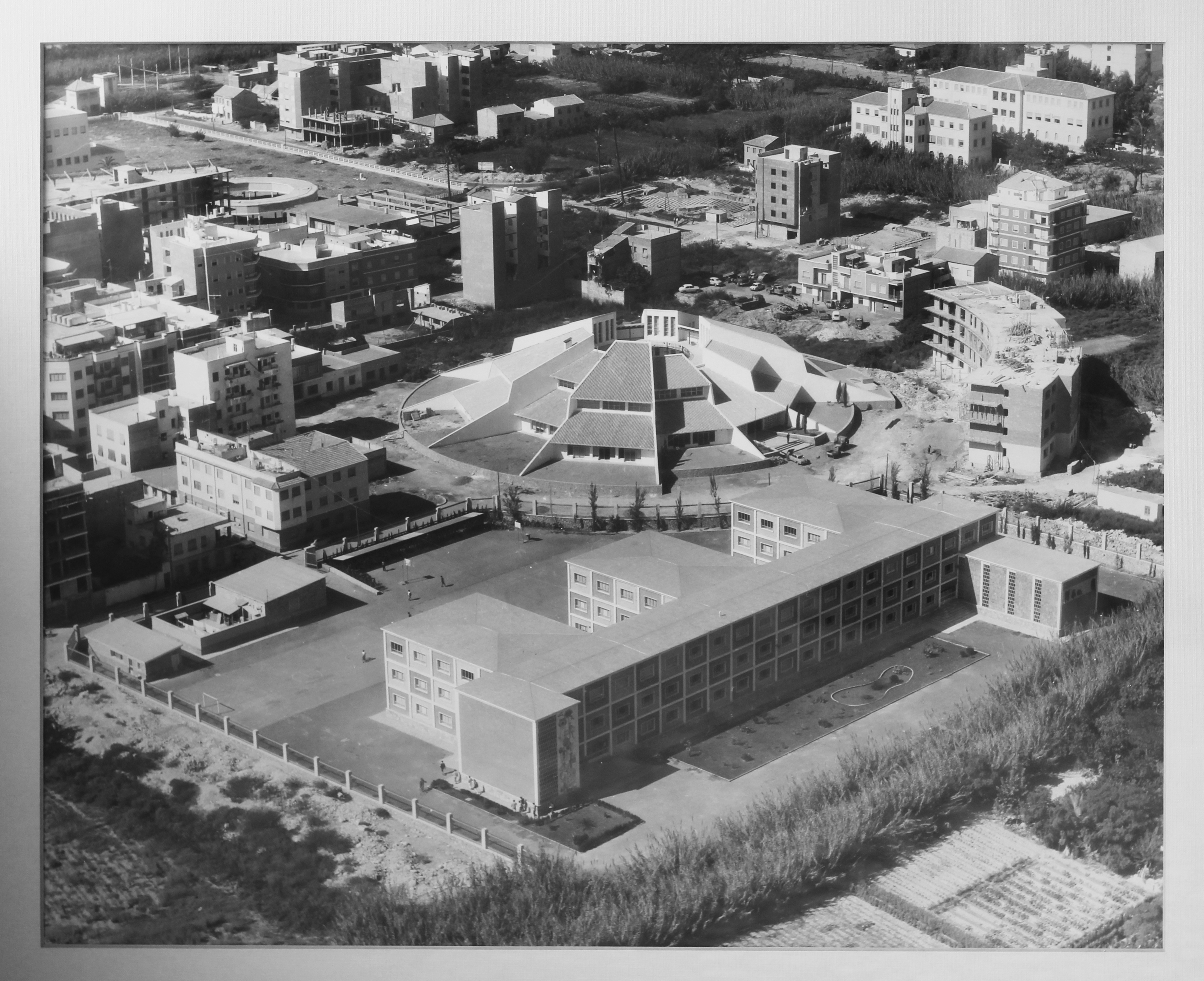
Vista aérea del Instituto en la Avenida Don Juan de Borbón en años posteriores a su construcción

A partir de 1905, los fondos del Instituto serán gestionados por el Patronato para la Mejora de la Cultura en Murcia y con ellos se dotan becas para alumnos, se realiza una profunda reforma del establecimiento, se mejora el jardín botánico, se construyen los grupos escolares de Andrés Baquero (calle Obispo Frutos), García Alix (en San Antolín), Juan de la Cierva Peñafiel (Plaza de Santo Domingo) y Floridablanca (Barrio del Carmen) y el Museo Provincial Artístico y Arqueológico (hoy de Bellas Artes), además de contribuir activamente a la creación de la Universidad de Murcia (1915).
En 1966 se trasladó a su emplazamiento actual en la Avenida Don Juan de Borbón de Murcia acompañado del Museo Alfonso X el Sabio (MusaX), en el que se expone todo el patrimonio artístico, bibliográfico y científico del Instituto.
El centro celebra desde el 5 de octubre de 2017 su 180 aniversario, que ha incluido la celebración de las XI Jornadas de Institutos Históricos de la Asociación nacional para la defensa del patrimonio de los Institutos históricos; la inauguración de su proyecto de radio educativa, AXRadio, como iniciativa de la Asociación de Estudiantes del propio centro; y la inauguración de la exposición Un legado de conocimiento: 180 años del Instituto Alfonso X el Sabio en el Archivo General de la Región de Murcia.

### Contribución a laUniversidad de Murcia
El Ayuntamiento y la Real Sociedad Económica de Amigos del País habían pedido la creación de una universidad, pero en su lugar se crea este Instituto Provincial de Segunda Enseñanza de Murcia. Quedando insatisfecha la petición, en años posteriores a la creación del Instituto se realizan nuevos intentos y se llegan a crear distintas universidades de distinto ámbito, aunque no es hasta 1915 cuando queda definitivamente fundada la actual Universidad de Murcia, siendo su primer claustro de profesores el del Instituto y aportando este gran parte de su patrimonio histórico.

## Patrimonio
Gracias al interés y dedicación de los profesores presentes en la historia del Instituto, este dispone actualmente de un impresionante fondo patrimonial de Física, Química, Ciencias Naturales e Imagen de los siglos XIX y XX, así como una amplia biblioteca histórica que comprende ejemplares desde el siglo XVII hasta ahora. La disposición de todo este material en la actualidad, que en su momento utilizaban los profesores en sus aulas, se debe a la eficiente gestión de los bienes del instituto, lo que permite la adquisición selectiva de material (instrumentos, ejemplares de animales, peces, aves y minerales, modelos anatómicos y morfológicos, libros,etc.), pero sobre todo un gran esfuerzo de conservación de distintos modos a lo largo de los años, entre otros, mediante los servicios que el centro prestaba a la ciudad de Murcia.
Toda esta colección se conserva actualmente en el Museo Alfonso X el Sabio (Musax), en un edificio anexo al Instituto, proyectado y dirigido por el arquitecto murciano Andrés Brugarolas Alemán y que fue inaugurado el 23 de marzo de 2010, para exponerla y abrirla a la sociedad murciana. En dicho museo, además, se encuentra la biblioteca escolar Julia Muñoz. El centro es, además, miembro de la Asociación nacional para la defensa del patrimonio de los Institutos históricos, cuyas XI Jornadas de Institutos Históricos se celebraron en el mismo durante el año 2017.
El instituto conserva también una colección de obras de arte atribuidas al pintor de origen valenciano Vicente Inglés, que se compone de los siguientes cuadros: San Isidoro predicando desde la cátedra, San Francisco de Sales, San Felipe Neri, Cristo Redentor, Virgen Dolorosa, Tránsito de San Alejo, Santa Irene y San Francisco Javier. También conserva la obra San Juan Nepomuceno, realizada por José Antonio Pérez Truyol el "Mudo".

### Imagen

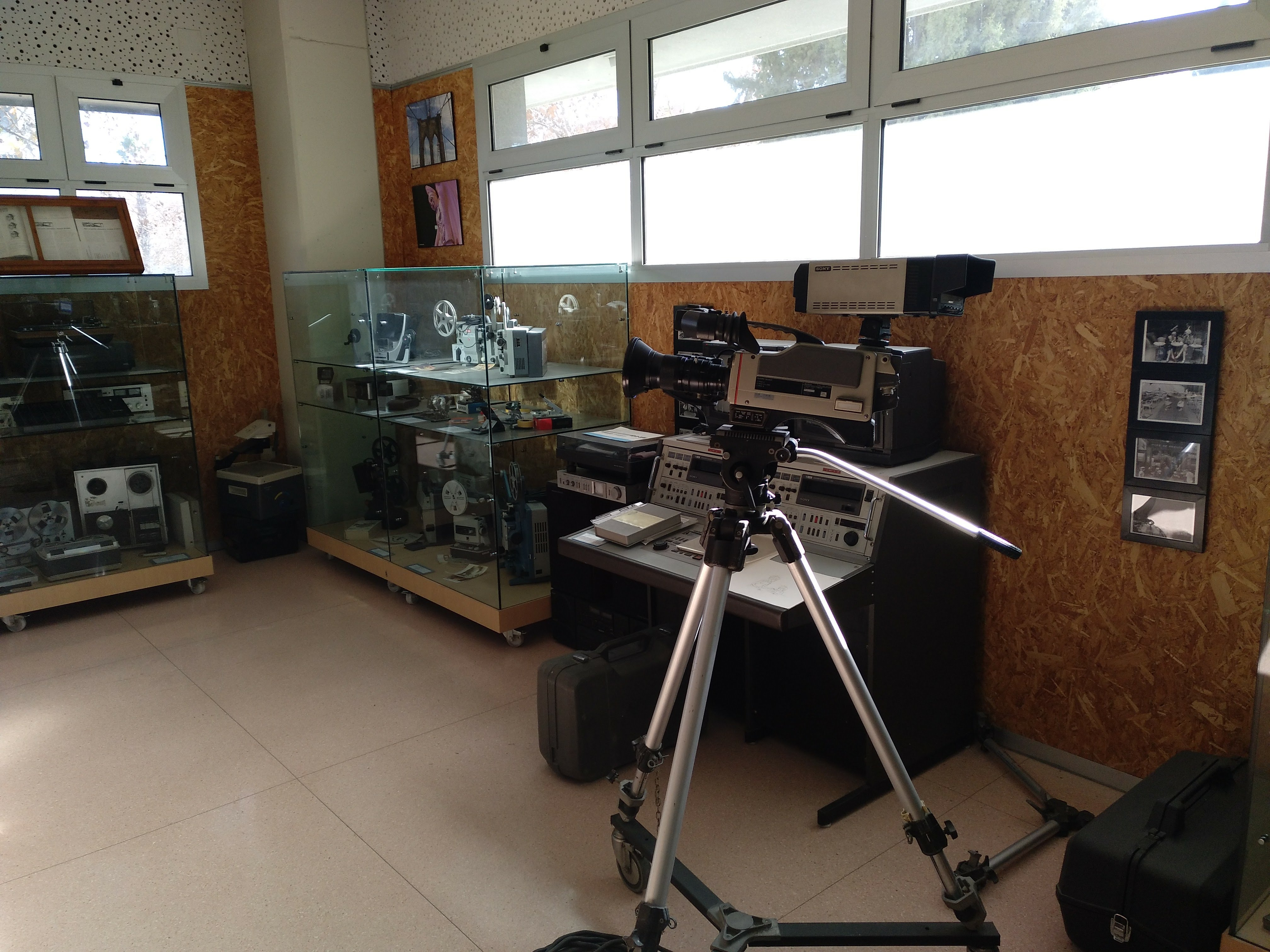
Área de imagen en el Museo Alfonso X el Sabio (Musax)

El apartado de imagen es el más reciente de todos. Se inicia en el año 1991, sin la pretensión de competir con sus hermanas mayores, con la esperanza de que, como aquellas, llegue su momento de consolidación y madurez. Se lleva a cabo con las aportaciones de estudiantes, amigos y benefactores. Su objetivo fundamental es dar pie a una colección de aparatos modernos de fotografía, cine y vídeo con una finalidad didáctica. En la actualidad dispone de unas 170 piezas registradas de especial interés, como:
- Diapositivas de la Exposición Universal de París (1889)
- Linterna mágica de Helios (1910)
- Proyector de cine Debrie
- Cámara fotográfica de fuelle (1889)

### Ciencias naturales

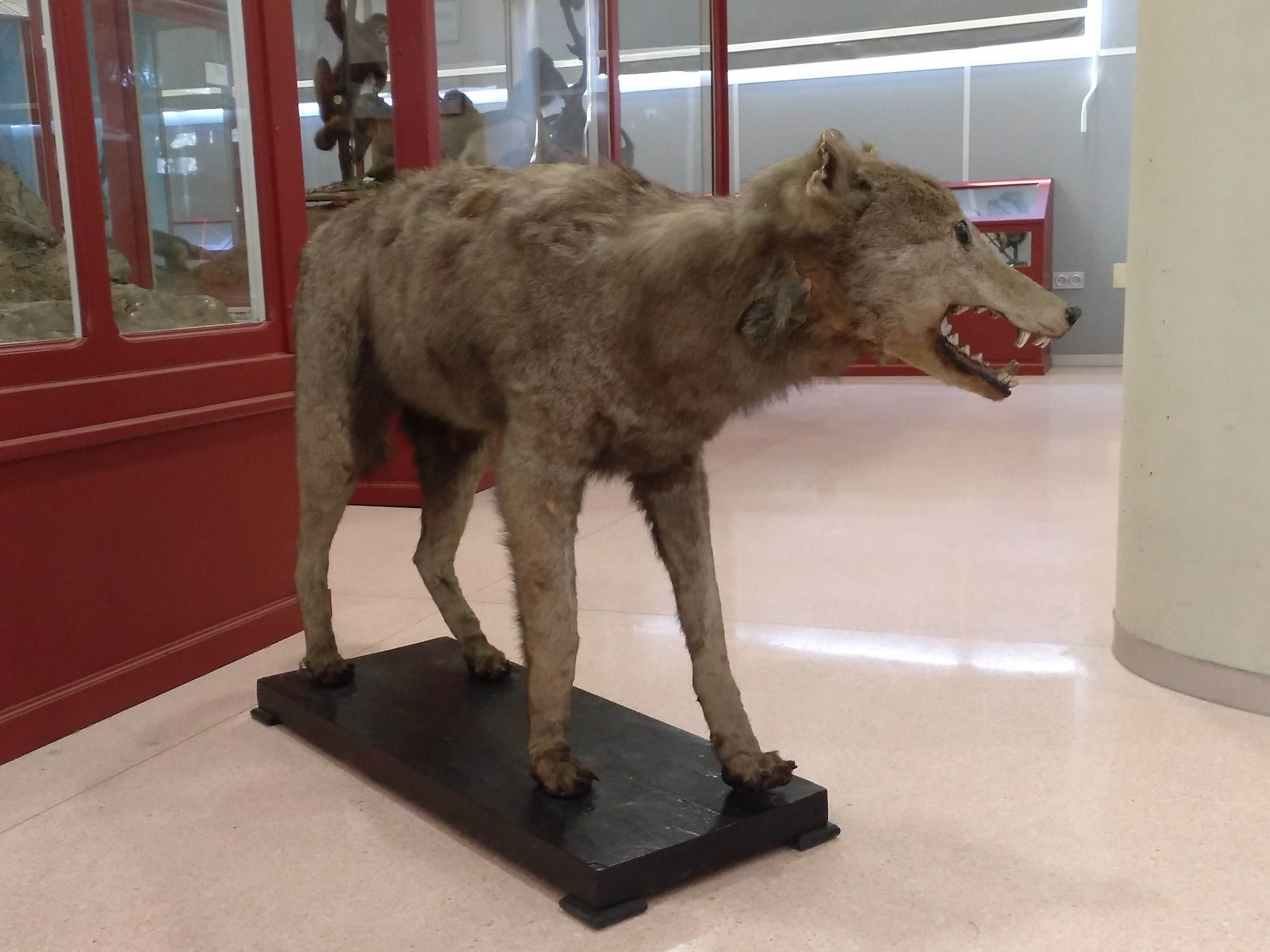
Lobo ibérico levantino en el Museo Alfonso X el Sabio (MusaX)

En el apartado de ciencias naturales, el centro dispone de valiosas colecciones de aves, mamíferos, reptiles, peces, fósiles, minerales, etc., que se inician en el año 1850.  Estas colecciones son gestionadas por Ángel Guirao y Navarro, director del Instituto y Presidente de la Real Sociedad Española de Historia Natural. Muchas de las piezas provienen de las colecciones particulares del catedrático del Instituto y prestigioso científico Francisco Cánovas Cobeño. También existen otras fuentes de donación, como el Museo Nacional de Ciencias Naturales, la Escuela de Ingenieros de Minas o la Estación Biológica de Santander. Entre todos los componentes, podemos destacar el quebrantahuesos, el cucang, el colmillo de narval, el cálao de Filipinas y dos ejemplares de una posible subespecie de lobo gris europeo llamada lobo ibérico levantino.

### Física y química

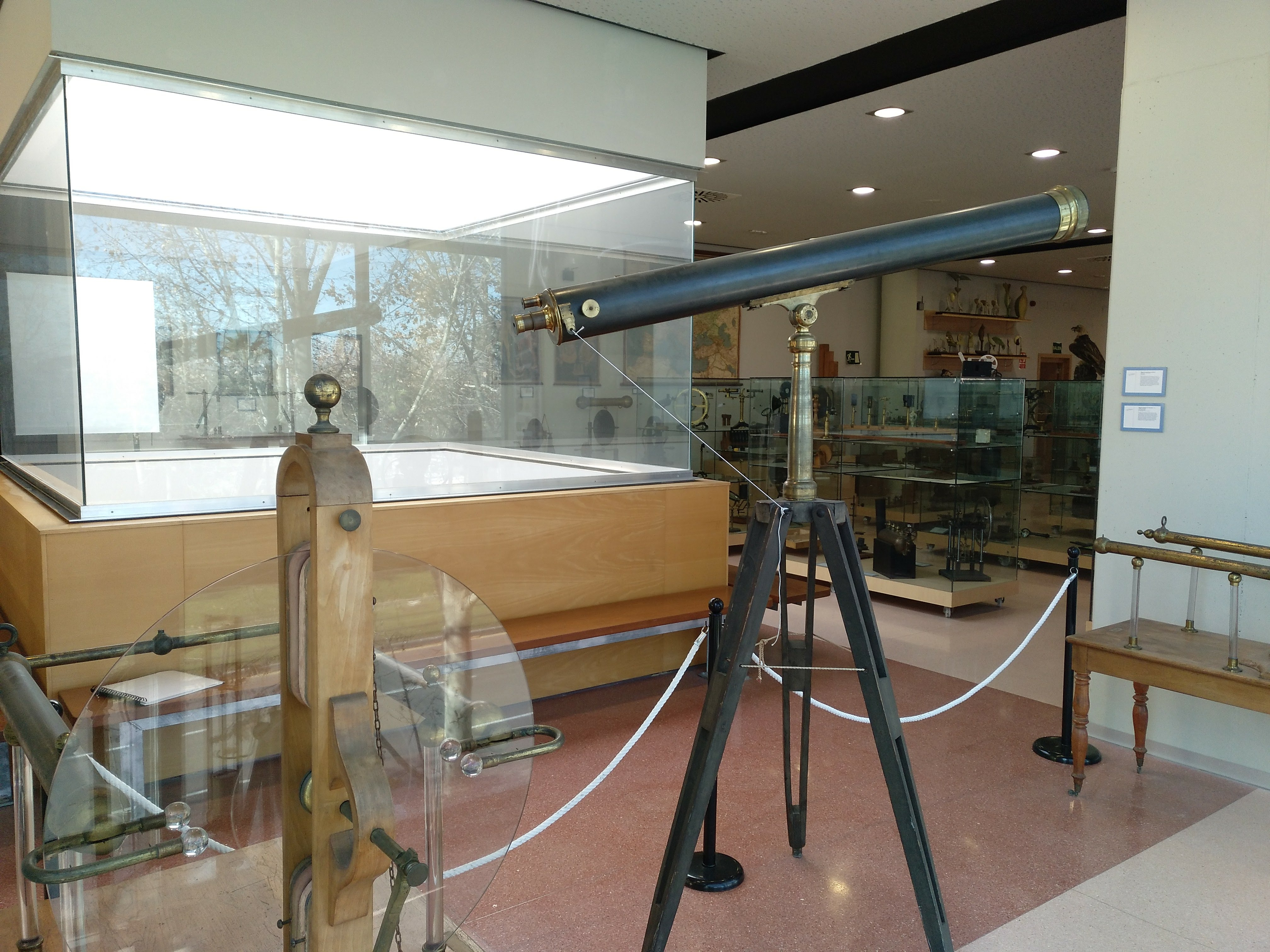
Máquina eléctrica de Ramsden y telescopio Bardou en el Museo Alfonso X el Sabio (MusaX)

Los primeros materiales del apartado de física y química comienzan a adquirirse en 1860. Las colecciones de aparatos pertenecen a las áreas de cosmología, topografía, medidas y propiedades de cuerpos, mecánica de sólidos, mecánica de fluidos, termología, meteorología, acústica, óptica, magnetismo, electricidad y electromagnetismo. En la actualidad, esta área acoge a más de 250 aparatos que describen el avance científico hasta la actualidad, entre los que destacan:
- Microteléfono de Bell (1878), que comunicaba distintas dependencias del Instituto dos años después de ser patentado
- Telégrafo de Morse (1897)
- Máquina eléctrica de Ramsden de (1873)
- Máquina cosmográfica de Girod de (1887)
- Telescopio refractor de Bardou de (1907)
- Máquina de rayos X de Röntgen de (1897)

### Biblioteca histórica
La Biblioteca del Instituto, hoy Biblioteca Histórica con más de 16000 volúmenes de primerísima importancia, comienza a formarse en 1838, con una comisión de catedráticos engargada de la misma. Su emplazamiento físico se encuentra, en la actualidad, cerrado por falta de personal. El centro guarda ejemplares de distinta temática, desde libros humanísticos (de profesores o alumnos del centro, diarios y revistas, de filosofía, de arte o de literatura) hasta científicos (de interés docente y científico general). Algunos ejemplares proceden de la desamortización de Mendizábal y otros de la constante tarea de retener cuanto se ha escrito dentro y fuera del entorno del centro. Así, la colección se extiende por libros y documentos entre los siglos XVI y XXI, con una especial dotación de los siglos XVIII y XIX.

### Archivo y digitalización
En julio de 2001 se transfirió el archivo histórico del Instituto a las instalaciones del Archivo General de la Región de Murcia. En los años sucesivos se procedió a la limpieza e instalación de los documentos, así como a la identificación, clasificación y descripción de los distintos fondos que lo componían; labor descriptiva que aún continúa.
Las tareas de organización permitieron identificar un total de veinte fondos y colecciones documentales de distintas procedencias, con documentación original desde el siglo XVI hasta finales del siglo XX, que permiten realizar un viaje por la historia de la enseñanza secundaria en España y en la Región de Murcia a lo largo de más de más de dos siglos.
La serie documental más importante y voluminosa es la de expedientes académicos de alumnos (1845-1973), que superan los 78000, de los que la gran mayoría (unos 75000) pertenecen al propio centro y el resto a otros colegios o institutos de la Región que existieron durante los siglos XVIII al XX.
Además de la actividad docente, se conserva numerosa documentación referida a las actividades científicas y culturales del Instituto, pues además de sus laboratorios y gabinetes de distintas disciplinas (Botánica, Zoología, Geología, Agricultura¿), de él dependieron el Jardín Botánico del Malecón, el primer observatorio meteorológico que hubo en la ciudad de Murcia y la Biblioteca Provincial. En el panorama cultural, en la segunda mitad del siglo XX, destacaron la masa coral y la revista Brisas Alfonsinas.
Más tarde, en 2011, se inicia un proceso de digitalización de distintos documentos del patrimonio educativo de la Región de Murcia (en concreto 43072 páginas como imágenes), por iniciativa de la Consejería de Educación de la misma, y su posterior publicación en la Biblioteca Digital Educativa de la Región de Murcia que a su vez alimenta la Biblioteca Virtual del Patrimonio Bibliográfico del Ministerio de Educación de España.

## Reconocimientos
En enero de 2007, coincidiendo con el 170 aniversario del centro y con Miguel Ángel Cámara al frente de la corporación municipal de la ciudad, se otorga al Instituto la Medalla de Oro de la ciudad de Murcia.
En mayo de 2013, el Instituto recibe la Medalla de la Región de Murcia «por su ininterrumpida, prestigiosa y eficaz labor docente a lo largo de 175 años de servicio a la sociedad murciana y por ser modelo educativo de síntesis entre tradición y modernidad».
En enero de 2016, próximo al 180 aniversario del centro, el Instituto es condecorado con la Orden de Alfonso X el Sabio en la categoría de Placa de Honor.

## Miembros ilustres
En sus 180 años de historia, son muchas las personalidades ilustres vinculadas a este centro educativo, ya sea como alumnos, profesores o benefactores. Ver categoría Miembros del Instituto Alfonso X el Sabio de Murcia.

### Directores
- Ramón Jiménez Madrid (1986 – 2000), catedrático de Lengua castellana y Literatura
- Carlos Collado Mena (2000 – 2007), profesor de Filosofía
- José Juan Sánchez Solís (2007 – 2011), catedrático de Física y Química
- Rafael Marín Hernández (2011 – 2018), catedrático de Matemáticas
- Andrés Nieto Salinas (2018 –), profesor de Economía

### Profesores ilustres
- Francisco Cánovas Cobeño
- Simón García García
- Olayo Díaz Jiménez
- Antonio Escartín y Lacasa
- José Santiago Orts
- Lope Gisbert y Tornel
- Tomás Museros y Rovira
- Andrés Baquero Almansa
- Ángel Guirao y Navarro
- José Calvo García
- José María Amigó y Carruana
- Ignacio Martín Robles
- Jaime Domenech Llompart
- Pedro Lemus y Rubio
- Vicente Llovera Codorníu
- Rafael Verdú Payá
- Luis González Palencia
- Jaume Berenguer i Amenós

### Alumnos ilustres
- Juan de la Cierva y Peñafiel
- Juan de la Cierva y Codorníu
- José Echegaray Eizaguirre
- Antonio García Alix
- Ventura Reyes Prósper
- Pedro Díaz Cassou
- Juan Guerrero Ruiz
- Manuel Clavel Nolla
- Emilio Díez de Revenga
- Antonio Reverte Moreno
- Antonio Soler Martínez
- Manuel Fernández-Delgado
- Gaspar de la Peña Abellán
- Francisco Loustau
- Salvador Martínez-Moya
- Mariano Ruiz-Funes
- Julio López Ambit
- David Areu
- Jaime Campmany
- José María Párraga
- Francisco García Tortosa
- Gonzalo Sobejano
- Miguel Fernández Peñaflor
- Antonio Pérez Crespo
- Nicolás Almagro
- Pepa Aniorte
- Fran Sáez
- Diego Marín
- José Ballesta
- Pedro Antonio Ríos
- Andrés Brugarolas Alemán